# Ла-Месета (формація)
64°14′22″ пд. ш. 56°36′12″ зх. д. / 64.2394° пд. ш. 56.6032° зх. д.
Формація Ла-Месета — осадове геологічне утворення, що відкладалася протягом більшої частини палеогену на острові Сеймур біля узбережжя Антарктичного півострова. Відома своїми скам'янілостями, які включають як морські організми, так і рештки наземних хребетних з кайнозою Антарктиди.
У деяких трактуваннях формація Ла-Месета обмежується лише давнішими шарами від танетського до лютецького віку, а молодші шари від бартонського до рюпельського періодів розглядаються як верхня формація Субмесета. Проте в інших роботах формація Субмесета розглядається як аллочлен формації Ла-Месета.

## Характеристика
Формація Ла-Месета лежить на крейдовій формації Лопес де Бертодано. Утворення завтовшки приблизно 557 м складається з слабо консолідованих пісковиків і алевролітів. Середовище, ймовірно, було прибережним, дельтовим або естуарним. Верхня частина товщі є ерозійною невідповідністю плейстоценовим льодовиковим гравіям.

## Палеосередовище
Вважається, що земне середовище, що оточувало зону осадження, було помірним полярним лісом, в якому росли хвойні деревця подокарпів та араукарій, а також нотофагус. Більшість скам'янілих дерев і квітів, виявлених на островах Сеймур, складаються з вимерлих видів хвойних дерев і лілій під час теплого клімату.

## Палеобіота
Формація Ла-Месета надзвичайно багата на скам'янілості. Серед ссавців у формації виявлені меридіунгуляти Antarctodon і Trigonostylops, а також сумчасті Derorhynchidae, Microbiotheria і Polydolopimorphia. Він відомий своїми скам'янілостями пінгвінів Archaeospheniscus і Palaeeudyptes. Інші скам'янілості птахів включають Dasornis, рід псевдозубих птахів. Існує також велика кількість слідів скам'янілостей. Тут описано 35 видів з 26 родин риб.

### Ссавці
Астрапотерії
| Таксон         | Види       | Місце                           | Стратиграфія                     | Матеріал                                            | Примітки | Зображення |
| -------------- | ---------- | ------------------------------- | -------------------------------- | --------------------------------------------------- | -------- | ---------- |
| Antarctodon    | A. sobrali | Locality DVP 2/84 and IAA 1/90. | Cucullaea I allomember (Telm 5). | MLP 08-XI-30-1, an ізольований правий зуб p4 or m1. |          |            |
| Trigonostylops | T. sp.     |                                 | Cucullaea I allomember (Telm 5). |                                                     |          |            |

Літоптерни
| Таксон         | Види              | Місцевість                       | Стратиграфія                                                                           | Матеріал | Примітки            | Зображення |
| -------------- | ----------------- | -------------------------------- | -------------------------------------------------------------------------------------- | --- | ------------------- | ---------- |
| Notiolofos     | N. arquinotiensis | Місцевість IAA 1/13 і DPV 16/84. | Acantilados II, Campamento, Cucullaea I аллочлен (Telm 4) і Submeseta Member (Telm 7). | Фрагмент нижнього правого моляра брахіодонта, ймовірно, m1 або m2, зберігає частину талоніда з більшою частиною язикової сторони (MLP 13-I-25-1) і лівої M3 неповною (MLP 95-I-10-6). | sparnotheriodontid. |            |
| Notiolofos     | N. regueroi       | Місцевість IAA 2/16              | Нижнє ложе ракушника Cucullaea I Allomember.                                           | IAA-PV 173, ізольований повний лівий m3. | sparnotheriodontid. |            |
| Victorlemoinea | V. sp.            |                                  | Аллочлен Cucullaea I (Telm 5).                                                         | | sparnotheriodontid  |            |

#### Китоподібні
| Таксон         | Види             | Місцевість                         | Стратиграфія             | Матеріал                                                                               | Примітки             | Зображення |
| -------------- | ---------------- | ---------------------------------- | ------------------------ | -------------------------------------------------------------------------------------- | -------------------- | ---------- |
| Basilosauridae | невизначений     |                                    |                          |                                                                                        |                      |            |
| Llanocetus     | L. denticrenatus | Місцевість DPV 10/84 та DVP 13/24. | Член групи III і Telm 7. | Часткова нижня щелепа з двома зубами (зразок USNM 183022) і ендокаст мозкової оболонки | Зубатий вусатий кит. |            |

#### Метатерії
Derorhynchidae
| Таксон       | Види            | Місцевість                     | Стратиграфія                     | Матеріал                                                                        | Примітки | Зображення |
| ------------ | --------------- | ------------------------------ | -------------------------------- | ------------------------------------------------------------------------------- | -------- | ---------- |
| Derorhynchus | D. minutus      | Locality IAA 1/90.             | Allomember Cucullaea I (Telm 5). | MLP 96-1-5-44, неповна права горизонтальна гілка зубного уламка з m2-3.         |          |            |
| Pauladelphys | P. juanjoi      | Locality IAA 2/95 та IAA 1/90. | Allomember Cucullaea I (Telm 5). | Ізольований нижній моляр (MLP 95-1-10-2) і верхній лівий моляр (MLP 96-1-5-44). |          |            |
| Xenostylos   | X. peninsularis | Locality IAA 1/90.             | Allomember Cucullaea I (Telm 5). | MLP 94-111-15-10, ізольований верхній правий моляр.                             |          |            |

Microbiotheria
| Таксон          | Види         | Місцевість                     | Стратиграфія                     | Матеріал | Примітки                                     | Зображення |
| --------------- | ------------ | ------------------------------ | -------------------------------- | --- | -------------------------------------------- | ---------- |
| Marambiotherium | M. glacialis | Locality IAA 1/90 and RV-8200. | Cucullaea I allomember (Telm 5). | MLP 95-1-10-1, фрагмент правої гілки нижньої щелепи з повним m4 і задньою альвеолою m3 і MLP 88-1-1-1, беззуба гілка лівої нижньої щелепи з альвеолами для p3-m4. | Мікробіотерея, споріднена сучасному дромеру. |            |
| Woodburnodon    | W. casei     | Locality IAA 1/95.             | Cucullaea I allomember (Telm 5). | MLP 04-III-1-2, ізольований, стертий верхній правий моляр (M2 or M3).                                                                                             | Мікробіотерея, споріднена сучасному дромеру. |            |

Polydolopimorphia
| Таксон         | Види             | Місцевість                                 | Стратиграфія                     | Матеріал                                                                  | Примітки | Зображення |
| -------------- | ---------------- | ------------------------------------------ | -------------------------------- | ------------------------------------------------------------------------- | -------- | ---------- |
| Antarctodolops | A. dailyi        | Locality IAA 2/95, DPV 2/84, and DPV 6/84. | Cucullaea I allomember (Telm 5). | UCR 20910, лівий зубний ряд з p3-m2.                                      |          |            |
| Antarctodolops | A. mesetaense    | Locality IAA 1/90 and DPV 6/84.            | Cucullaea I allomember (Telm 5). | Уламки правого зубного ряду                                               |          |            |
| Perrodelphys   | P. coquinense    | Locality IAA 1/90.                         | Cucullaea I allomember (Telm 5). | MLP 96-1-5-11, ізольований лівий нижній моляр.                            |          |            |
| Polydolops     | P. dailyi        | Locality IAA 1/90 & DPV 3/84.              | Cucullaea I allomember (Telm 5). |                                                                           |          |            |
| Polydolops     | P. seymouriensis | Locality IAA 1/90 & DPV 3/84.              | Cucullaea I allomember (Telm 5). |                                                                           |          |            |
| Polydolops     | P. thomasi       | Locality IAA 1/90 & DPV 3/84.              | Cucullaea I allomember (Telm 5). |                                                                           |          |            |
| Pujatodon      | P. ektopos       | Locality IAA 1/90.                         | Cucullaea I Allomember (Telm 5). | Specimen MLP 14-I-10-20, нижній лівий моляр (m2 або m3) частково стертий. |          |            |

#### Інші ссавці
| Таксон          | Види           | Місцевість                     | Стратиграфія                    | Матеріал                                                                                  | Примітки        | Зображення |
| --------------- | -------------- | ------------------------------ | ------------------------------- | ----------------------------------------------------------------------------------------- | --------------- | ---------- |
| Sudamerica      | S. ameghinoi   | Locality IAA 1/90 upper level. | Cucullaea I Allomember.         | MLP 95-I-10-5, передня частина лівого зубного ряду з частково збереженим гризучим різцем. | A gondwanathere |            |
| Meridiolestida? | Indeterminate  | Locality IAA 1/90 upper level. | Cucullaea I Allomember.         | Єдиний зуб, зараз втрачений.                                                              |                 |            |
| Xenarthra?      | Indeterminate. | Locality S124.                 | Cucullaea I Allomember/ Telm 4. | TMM 44190-1, ліва п'ясткова ІІ та А фаланга і частковий зуб                               |                 |            |

### Птахи

#### Пінгвіни
| Таксон            | Види             | Місцевість                                                        | Стратиграфія                                                                          | Матеріал | Примітки | Зображення |
| ----------------- | ---------------- | ----------------------------------------------------------------- | ------------------------------------------------------------------------------------- | --- | -------- | ---------- |
| Anthropornis      | A. grandis       | Locality IAA 4/12, IAA 1/90, DPV 13/84, and DVP 2/84.             | Telm 4 member, Telm 7 member, and Submeseta Allomember.                               | Плечова кістка: MLP 93-X-1-4 (проксимальний епіфіз), MLP 82-IV-23-4 (проксимальний епіфіз), MLP 83-I-1-190 (проксимальний епіфіз) і MLP 88-I-1-463 (проксимальний епіфіз). |          |            |
| Anthropornis      | A. nordenskjoldi |                                                                   | Submeseta Allomember.                                                                 | Плечова кістка: MLP CX-60-25 (проксимальний епіфіз), MLP 83-V-30-5 (діафіз) і MLP 93-X-1-104 (повна плечова кістка).                                                       |          |            |
| Archaeospheniscus | A. lopdelli      |                                                                   | Submeseta Allomember.                                                                 | |          |            |
| Archaeospheniscus | A. wimani        |                                                                   | Submeseta Allomember.                                                                 | |          |            |
| Delphinornis      | D. arctowskii    | DPV 14/84                                                         | Cucullaea I Allomember (Telm 7).                                                      | |          |            |
| Delphinornis      | D. graclis       | DPV 14/84                                                         | Cucullaea I Allomember (Telm 7).                                                      | |          |            |
| Delphinornis      | D. larseni       | DPV 13/84 and DPV 14/84.                                          | Cucullaea I Allomember (Telm 5 and Telm 7) and Submeseta Allomember.                  | |          |            |
| Marambiornis      | M. exilis        | DVP 2/84, IAA 1/12, and ZPAL 4                                    | Telm 7 Member.                                                                        | Елемент кінцівки (правий тарсометатарзус). |          |            |
| Mesetaornis       | M. polaris       |                                                                   | Telm 7 member.                                                                        | Майже повна права стегнова кістка та дві дистальних лівих гомілки. |          |            |
| Orthopteryx       | O. gigas         |                                                                   |                                                                                       | |          |            |
| Palaeeudyptes     | P. antarcticus   |                                                                   | Cucullaea I Allomember (Telm 3, Telm 4, Telm 5, and Telm 7) and Submeseta Allomember. | |          |            |
| Palaeeudyptes     | P. gunnari       | DVP 2/84, DVP 10/84, DVP 13/84, DVP 14/84, DVP 15/84, and ZPAL 4. | Cucullaea I Allomember (Telm 3, Telm 5, and Telm 7) and Submeseta Allomember.         | Кілька зразків складаються з коракоїдів, ліктьової та плечової кісток. |          |            |
| Palaeeudyptes     | P. klekowskii    | DVP 2/84, DVP 10/84, DVP 13/84, DVP 14/84, DVP 16/84, and ZPAL 4. | Cucullaea I Allomember (Telm 3, Telm 5, and Telm 7) and Submeseta Allomember.         | Кілька зразків складаються з плечової кістки, коракоїда, ліктьової та великогомілкової кісток.                                                                             |          |            |
| Wimanornis        | W. seymourensis  | DPV 14/84.                                                        | Cucullaea I Allomember (Telm 7) and Submeseta Allomember.                             | |          |            |
| Tonniornis        | T. mesetaensis   | DPV 14/84.                                                        | Cucullaea I Allomember (Telm 7) and Submeseta Allomember.                             | |          |            |
| Tonniornis        | T. minimum       | DPV 14/84.                                                        | Cucullaea I Allomember (Telm 7) and Submeseta Allomember.                             | |          |            |

#### Інші птахи
| Таксон             | Види         | Місцевість        | Стратиграфія                     | Матеріал                                                                                     | Примітки              | Зображення |
| ------------------ | ------------ | ----------------- | -------------------------------- | -------------------------------------------------------------------------------------------- | --------------------- | ---------- |
| Antarctoboenus     | A. carlinii  | IAA 2/95 locality | Cucullaea I Allomember           | MLP 95-I-10-8, дистальний кінець лівої плеснової кістки                                      | стебловий сокіл.      |            |
| Dasornis           | D. sp.       |                   |                                  |                                                                                              | костезубий птах.      |            |
| ?Diomedeidae       | Невизначений |                   | Cucullaea I Allomember           |                                                                                              | ймовірно альбатрос.   |            |
| Notoleptos         | N. giglii    |                   | Submeseta III Allomember         | Передплюсна ліва (MLP 12-I-20-305)                                                           | ранній альбатрос.     |            |
| ?Phorusrhacidae    | Невизначений | Locality IAA 2/13 | Cucullaea I Allomember           | Права нігтьова фаланга (MLP-PV 13-XI-28-546) і неповна нігтьова фаланга (MLP-PV 14-I-10-199) | ймовірно фороракос.   |            |
| ?Procellariidae    | Невизначений |                   | Cucullaea I Allomember           | Дистальний кінець ліктьової кістки (MLP 91-II-4-6)                                           | ймовірний буревісник. |            |
| ?Threskiornithidae | Невизначений |                   | Cucullaea II Allomember (Telm 6) | Фрагментний, зігнутий дзьоб (IB/P/B-0698).                                                   | ймовірний ібіс.       |            |

### Плазуни
| Таксон            | Види                   | Місцевість | Стратиграфія                    | Матеріал           | Примітки                                                            | Зображення |
| ----------------- | ---------------------- | ---------- | ------------------------------- | ------------------ | ------------------------------------------------------------------- | ---------- |
| Psephophorus      | cf. P. terrypratchetti |            | Telm 4                          | фрагмент панцира   | безщиткова морська черепаха споріднена сучасній шкірястій черепасі. |            |
| Testudines indet. |                        |            | Cucullaea I Allomember (Telm 5) | пластини карапаксу | Недермохеліїдна черепаха з кістковим панциром.                      |            |

### Земноводні
| Таксон            | Види   | Місцевість         | Стратиграфія                     | Матеріал                                                                     | Примітки          | Зображення |
| ----------------- | ------ | ------------------ | -------------------------------- | ---------------------------------------------------------------------------- | ----------------- | ---------- |
| Calyptocephalella | C. sp. | Locality IAA 2/95. | Cucullaea I Allomember (Telm 5). | Фрагмент правої клубової кістки (NRM-PZ B282) і кістка черепа (NRM-PZ B281). | шоломоголова жаба |            |

### Хрящові риби

#### Химери
| Таксон        | Види            | Місцевість | Стратиграфія | Матеріал       | Примітки                 | Зображення |
| ------------- | --------------- | ---------- | ------------ | -------------- | ------------------------ | ---------- |
| Callorhinchus | C. stahli       |            |              |                | хоботнорила химера.      |            |
| Chimaera      | C. seymourensis |            |              |                | химера.                  |            |
| Ischyodus     | I. dolloi       |            | Upper        | Зубні пластини | родич хоботнорилих химер |            |

#### Акули
| Таксон              | Види                    | Місцевість           | Стратиграфія                            | Матеріал          | Примітки                                                             | Зображення |
| ------------------- | ----------------------- | -------------------- | --------------------------------------- | ----------------- | -------------------------------------------------------------------- | ---------- |
| Abdounia            | A. mesetae              |                      | Cucullaea I Allomember (Telm 5)         |                   | сіра акула.                                                          |            |
| Abdounia            | A. richteri             |                      | Cucullaea I Allomember (Telm 5)         |                   | сіра акула.                                                          |            |
| Anomotodon          | A. multidenticulata     |                      |                                         |                   | вимерлий родич акули-гобліна.                                        |            |
| Carcharhinus        | C. sp.                  |                      |                                         |                   | сіра акула.                                                          |            |
| Centrophorus        | C. sp.                  |                      |                                         |                   | ковтаюча акула.                                                      |            |
| Cetorhinus          | C. sp.                  |                      | Middle                                  | зяброві граблі    | родич велетенської акули.                                            |            |
| Ceolometlaouia      | C. pannucae             |                      |                                         |                   | воббегонг.                                                           |            |
| Dalatias            | D. licha                |                      |                                         |                   | сучасна чорна акула.                                                 |            |
| Deania              | D. sp.                  |                      |                                         |                   | дзьобова акула.                                                      |            |
| Eodalatias          | E. austrinalis          |                      |                                         |                   | змієподібна акула.                                                   |            |
| Galeorhinus         | G. mesetaensis          |                      |                                         |                   | родич супової акули.                                                 |            |
| Galeorhinus         | G. sp.                  |                      | Cucullaea I Allomember (Telm 5), Telm 6 |                   | родич супової акули.                                                 |            |
| Heptranchias        | H. howellii             |                      |                                         | верхні бічні зуби | родич багатозябрової акули.                                          |            |
| Hexanchus           | H. sp.                  |                      |                                         |                   | родич шестизябрової акули.                                           |            |
| Kallodentis         | K. rhytistemma          |                      | Cucullaea I Allomember (Telm 5), Telm 6 |                   | куницева акула.                                                      |            |
| Lamna               | L. cf. nasus            |                      |                                         |                   | родич оселедцевої акули.                                             |            |
| Macrorhizodus       | M. praecursor           |                      |                                         |                   | оселедцева акула.                                                    |            |
| Meridiogaleus       | M. cristatus            |                      | Cucullaea I Allomember (Telm 5), Telm 6 |                   | куницева акула                                                       |            |
| Mustelus            | M. sp.                  |                      | Cucullaea I Allomember (Telm 5), Telm 6 |                   | гладенька акула.                                                     |            |
| Notoramphoscyllium  | N. woodwardi            |                      |                                         |                   | Килимова акула. Спочатку вважалося, що це зуби сучасної аули-зябри . |            |
| Odontaspis          | O. winkleri             |                      |                                         |                   | родич піщаної акули.                                                 |            |
| Otodus              | O. auriculatus          |                      |                                         |                   | великозуба акула.                                                    |            |
| Otodus              | O. sokolovi             |                      | Upper                                   |                   | великозуба акула.                                                    |            |
| Palaeohypotodus     | P. cf. rutoti           |                      |                                         |                   | піщана акула.                                                        |            |
| Paraorthacodus      | P. sp.                  |                      |                                         |                   | paraorthacodontid.                                                   |            |
| Pristiophorus       | P. lanceolatus          |                      | Upper                                   |                   | пилконоса акула.                                                     |            |
| Pristiophorus       | P. laevis               |                      |                                         |                   | пилконоса акула.                                                     |            |
| Pseudoginglymostoma | P. cf. P. brevicaudatum |                      |                                         |                   | Nomen dubium.                                                        |            |
| Scoliodon           | S. sp.                  |                      |                                         | кілька зубів.     | сіра акула                                                           |            |
| Squalus             | S. weltoni              | UCR RV-8200, Telm 4. | Lower                                   | повний бічний зуб | катран.                                                              |            |
| Squalus             | S. woodburnei           | UCR RV-8200, Telm 4. | Lower.                                  | повний бічний зуб | катран.                                                              |            |
| Squatina            | S. sp.                  |                      | Upper                                   |                   | акула-ангел.                                                         |            |
| Striatolamia        | S. cf. macrota          |                      | Upper                                   |                   | піщана акула.                                                        |            |

#### Скати
| Таксон               | Види             | Місцевість | Стратиграфія | Матеріал         | Примітки       | Зображення |
| -------------------- | ---------------- | ---------- | ------------ | ---------------- | -------------- | ---------- |
| Marambioraja         | M. leiostemma    |            | Lower        |                  | ромбовий скат. |            |
| Mesetaraja           | M. maleficapelli |            | Lower        |                  | ромбовий скат. |            |
| Myliobatis           | M. sp.           |            |              |                  | орляк.         |            |
| Myliobatoidea indet. |                  |            |              | частковий хребет | stingray.      |            |
| Pristis              | P. sp.           |            |              |                  | скат-пилки.    |            |
| Raja                 | R. amphitrita    |            | Lower        |                  | ромбовий скат. |            |
| Raja                 | R. manitaria     |            | Lower        |                  | ромбовий скат. |            |

### Променепері риби
| Таксон              | Види                | Місцевість | Стратиграфія | Матеріал                              | Примітки                                     | Зображення |
| ------------------- | ------------------- | ---------- | ------------ | ------------------------------------- | -------------------------------------------- | ---------- |
| Labridae indet.     |                     |            |              | Велика нижня глоткова зубна пластинка | губань.                                      |            |
| Macrouridae indet.  |                     |            |              | Добре збережений череп з отолітами    | риба-гренадир.                               |            |
| Marambionella       | M. andreae          |            |              | скелет                                | клюпеоїдний оселедець.                       |            |
| Mesetaichthys       | M. jerzmanskae      |            |              | Уламки кісток черепа та хребці        | Ранній представник Notothenioidei            |            |
| Oplegnathus         | O. sp.              |            |              | щелепи з зубами                       | найдавніший представник родини оплегнатових. |            |
| Proeleginops        | P. grandeastmanorum |            |              | Neurocranium                          | Ранній представник Notothenioidei            |            |
| Siluriformes indet. |                     |            |              |                                       | сомоподібний.                                |            |
| Trichiurus          | T. sp.              |            |              | зуби                                  | волосохвіст.                                 |            |
| Xiphiorhynchus      | X. cf. sp.          |            |              |                                       | родич риби-меча.                             |            |

### Головоногі
| Таксон        | Види              | Місцевість                             | Стратиграфія                   | Матеріал                             | Примітки                                                                                       | Зображення |
| ------------- | ----------------- | -------------------------------------- | ------------------------------ | ------------------------------------ | ---------------------------------------------------------------------------------------------- | ---------- |
| Antarcticeras | A. nordenskjoeldi | NRM 8, below IAA 1/90 (Ungulate Site). | Cucullaea I shell bed, Telm 4. | Фрагментно збережена пряма раковина. | Загадковий головоногий молюск, якого вважають або нащадком ортоцерид або егопсидного кальмара. |            |
| Euciphoceras  | E. sp.            | NRM 8, below IAA 1/90 (Ungulate Site). | Cucullaea I shell bed, Telm 4. | Фрагментно збережена пряма раковина. | Наутилоїд.                                                                                     |            |

### Рослини
| Таксон                | Види                     | Місцевість                | Стратиграфія                           | Матеріал            | Примітки     | Зображення |
| --------------------- | ------------------------ | ------------------------- | -------------------------------------- | ------------------- | ------------ | ---------- |
| Agathoxylon           | A. pseudoparenchymatosum | Locality 5                | Cucullaea I allomember                 | Скам'яніла деревина |              |            |
| Cupressinoxylon       | C. hallei                | Localities 4, 5, 6 and 7. | Campamento and Cucullaea I allomember. | Скам'яніла деревина |              |            |
| Notonuphar            | N. antarctica            | IAA 2/95.                 | Cucullaea I Allomember (Telm 5).       | Скам'яніле насіння  | водяна лілія |            |
| Nelumbo               | ? Nelumbo sp.            |                           |                                        |                     |              |            |
| Protophyllocladoxylon | P. francisiae            |                           |                                        |                     |              |            |
| Phyllocladoxylon      | P. antarcticum           |                           |                                        |                     |              |            |
| Phyllocladoxylon      | P. pooleae               |                           |                                        |                     |              |            |